# St. Joseph (Trinidad und Tobago)
St. Joseph, unter spanischer Kolonialherrschaft San José de Oruña, ist eine Stadt in Trinidad und Tobago. Sie liegt im dichtbesiedelten East-West Corridor auf der Grenze zwischen den Regionen San Juan-Laventille und Tunapuna-Piarco. Zu letzterer wird sie verwaltungstechnisch gezählt. Politisch bildet St. Joseph einen eigenen Wahlbezirk.
Als erste europäische Siedlung auf Trinidad und langjährige Hauptstadt der damaligen spanischen Kolonie kommt St. Joseph historische Bedeutung zu. Heute ist es nur noch eine unbedeutende Kleinstadt.

## Lage
St. Joseph liegt im Norden der Insel Trinidad, mitten im sogenannten East-West-Corridor, der südlich der Northern Range von Westen nach Osten verlaufenden Metropolregion der Landeshauptstadt Port of Spain. Da Port of Spain im Norden durch die Northern Range und im Süden durch den Caroni Swamp begrenzt ist, weitete sich die Stadt im Laufe der Zeit nach Osten aus. Der dadurch entstandene East-West-Corridor ist so dicht besiedelt, dass früher eigenständige Städte heute fließend ineinander übergehen und eher den Charakter von Stadtteilen der Hauptstadt-Agglomeration haben. Formell sind sie jedoch weiterhin unabhängig. Im Westen grenzt St. Joseph an Champs Fleurs, im Süden an Bangladesh und im Osten an St. Augustine. Im Norden ragt der Stadtteil Maracas tief in die Northern Range hinein; nördlich von Maracas liegt der zweithöchste Berg Trinidads, der El Tucuche. St. Joseph gliedert sich in die communities St. Joseph, Maracas/St. Joseph, Maracas, Valley View, La Baja, Acomo Village und La Mango Village.
| Community          | Einwohner |
| ------------------ | --------- |
| Maracas            | 951       |
| Maracas/St. Joseph | 3495      |
| St. Joseph         | 4542      |
| Valley View        | 1056      |
| La Baja            | 1218      |
| Acono Village      | 2050      |
| La Mango Village   | 1064      |

## Geschichte

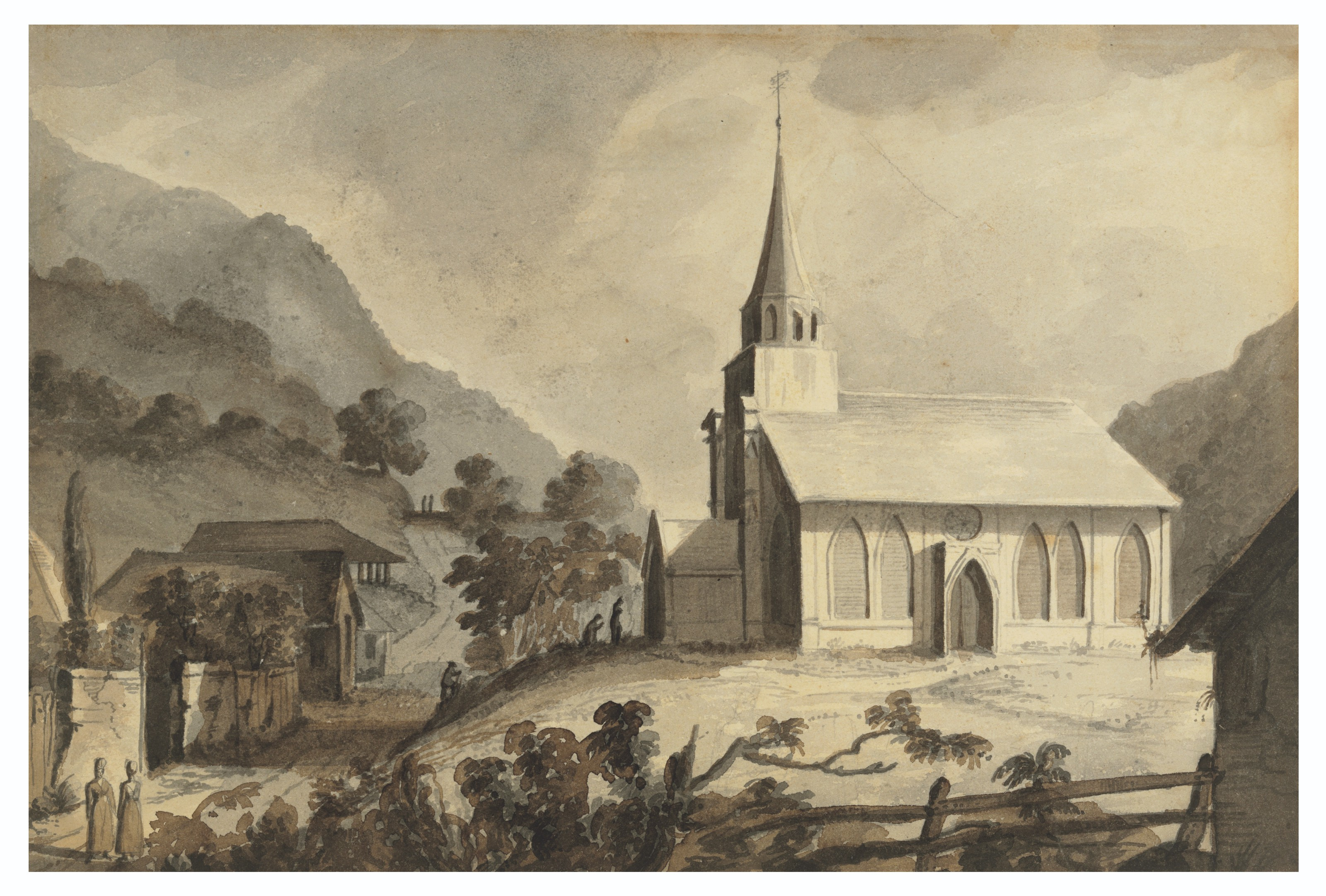
St. Joseph Church (1. Hälfte des 19. Jahrhunderts)

St. Joseph ist die erste Stadt, die von den spanischen „Entdeckern“ auf Trinidad gegründet wurde; zuvor gab es nur ein kleines Fort an der Küste im Gebiet des heutigen Port of Spain. St. Joseph wurde 1592 von Domingo de Vera unter dem Namen San José de Oruña angelegt. Auftraggeber de Veras war der damalige spanische Gouverneur der bis dato brachliegenden Kolonie Trinidad, Antonio de Berrio y Oruña. De Berrios Interessen waren monetärer Natur: Seit 1580 war er im Auftrag der spanischen Krone auf der Suche nach Eldorado. Nach drei vergeblichen Expeditionen war er überzeugt, dass das Land sich in Guayana befinden müsse. Da die Versorgung seiner Mannschaft in dieser unzugänglichen Umgebung nicht möglich war, ließ er sich vom spanischen König zum Gouverneur von Trinidad ernennen und sandte seinen Stellvertreter de Vera mit 60 Soldaten aus, einen geeigneten Standort für eine Siedlung als Basis weiterer Expeditionen zu erkunden. Trinidad war zu dieser Zeit noch von Arawak-Indianern bewohnt. Am heutigen St. Joseph River trafen die Spanier auf nicht feindlich gesinnte Arawak, deren Anführer Goangoanare ihnen die Ansiedelung auf einem geeigneten Stück Land gestattete. De Vera ließ Wohnhäuser und provisorische Amtsgebäude errichten. Noch im gleichen Jahr traf de Berrio ein. Als bis dato einzige Siedlung auf Trinidad wurde St. Joseph automatisch Hauptstadt der Kolonie.
1593 wurde St. Joseph von Walter Raleigh niedergebrannt und 1597 vom neuen Gouverneur Fernando de Berrio (Antonios Sohn) wieder aufgebaut. 1649 brannten die Holländer die Stadt nieder; erneut bauten die Spanier sie wieder auf. 1757 verlegte der damalige Gouverneur Pedro de la Moneda den Gouverneurssitz nach Port of Spain, weil das ihm zugedachte Gebäude in St. Joseph mangels finanzieller Mittel für die Instandhaltung in baufälligem Zustand war. Als Sitz der Cabildo blieb St. Joseph noch einige Jahre die offizielle Hauptstadt, bis Gouverneur José María Chacón endgültig Port of Spain zur Hauptstadt erklärte. 1766 erlitt die Stadt bei einem Erdbeben schwere Zerstörungen. Am 18. Februar 1797 unterzeichnete Chacón im Valsayn Estate in St. Joseph die Kapitulationsurkunde, die Trinidad nach 305 Jahren spanischer Herrschaft in englische Hände übergehen ließ. Zu diesem Zeitpunkt kam St. Joseph einige wirtschaftliche Bedeutung für die Kolonie zu; die Bestandsaufnahme der Engländer im selben Jahr ergab für das Gebiet von St. Joseph 13 Zuckermühlen, sieben Kaffeemühlen, vier Baumwollmühlen und zwei Rumdestillerien bei gerade einmal 728 Einwohnern.
1837 geriet die Stadt nochmals in die Schlagzeilen, als schwarze Soldaten des in St. Joseph stationierten 1st West India Regiment eine Meuterei anzettelten, die jedoch von regierungstreuen Soldaten aus St. James schnell niedergeschlagen werden konnte. Drei der Anführer wurden auf dem Gelände der St. Joseph Barracks hingerichtet, einer wurde deportiert. 1870 wurde die erste trinidadische Telegrafennachricht in der Polizeistation von St. Joseph empfangen. Zwischen 1876 und den 1960er-Jahren war St. Joseph an das damals existierende trinidadische Eisenbahnnetz angeschlossen. In den 1890er-Jahren betrieb die Firma Cadbury eine Kakaoplantage in St. Joseph.

## Wirtschaft und Verkehr
Die Stadt liegt an der Eastern Main Road, der zweitwichtigsten Ost-West-Trasse des Landes.
Die Water and Sewerage Authority of Trinidad and Tobago, der staatliche Wasserversorger Trinidads, hat seinen Sitz in St. Joseph.

## Einrichtungen

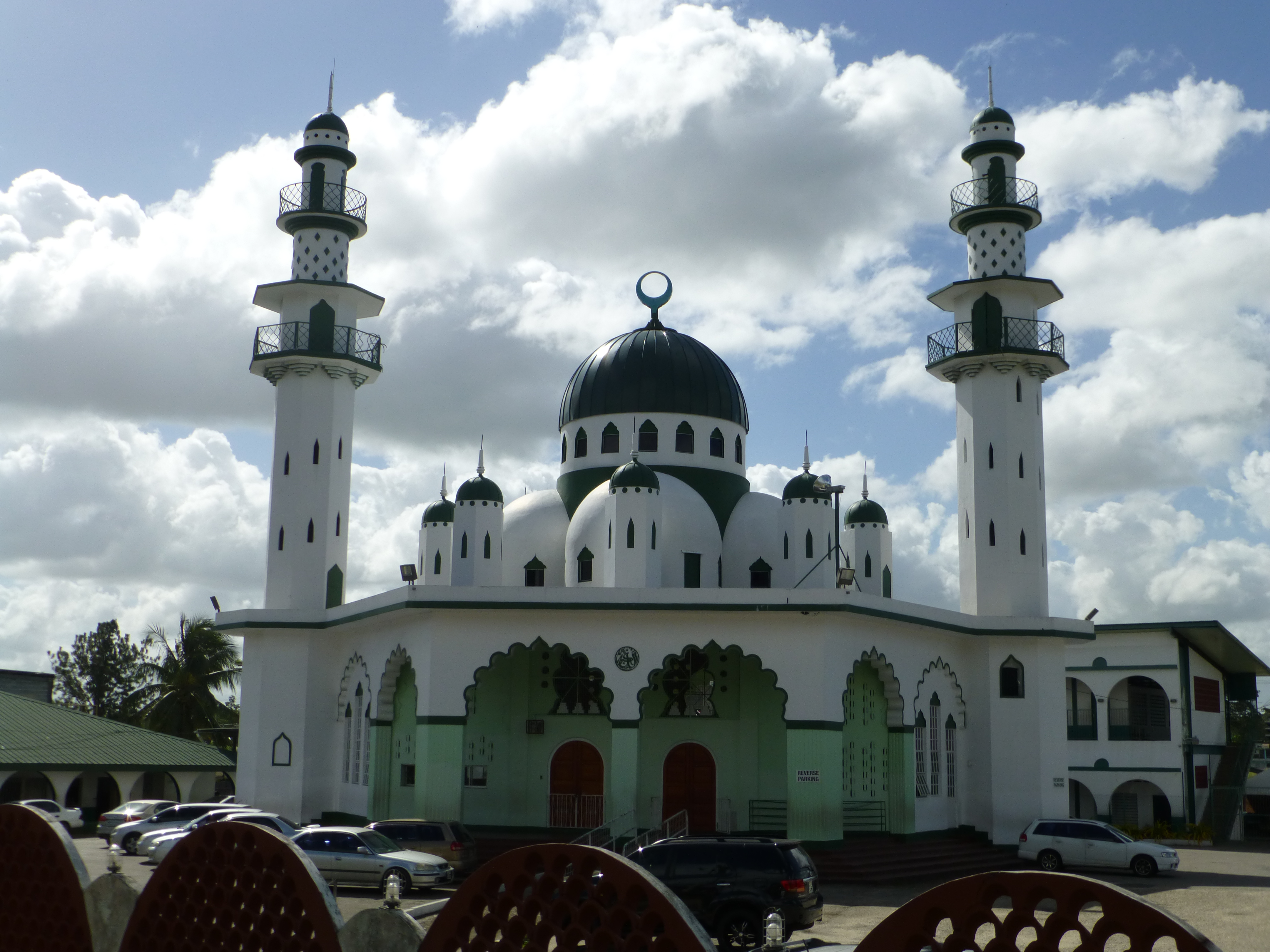
Mohammed Ali Jinnah Memorial Mosque

Im Stadtteil Maracas/St. Joseph liegt der Hauptcampus der University of the Southern Caribbean. Mit dem 1870 gegründeten St. Joseph’s Convent verfügt die Stadt über eine der renommiertesten weiterführenden Schulen des Landes. An Grünflächen verfügt St. Joseph über den First National Park (Trinidads ältester Park) und den St. Joseph Recreational Ground. An religiösen Gebäuden gibt es die Mohammed-Ali-Jinnah-Moschee, die römisch-katholischen Kirchen St. Joseph (die älteste Kirche Trinidads) und St. Michael und die College-Park-La-Seiva-Kirche der Siebenten-Tags-Adventisten. Es gibt eine Polizeistation und ein privates Krankenhaus.

## Persönlichkeiten
- Cyril Duprey (1897–1988), Unternehmer und Gründer der Colonial Life Insurance Company (CLICO)
- Evans Wise (* 1973), Fußballer
- Darryl Roberts (* 1983), Fußballer
- Kanika Beckles (* 1991), grenadische Sprinterin